# 施托爾岑哈根湖

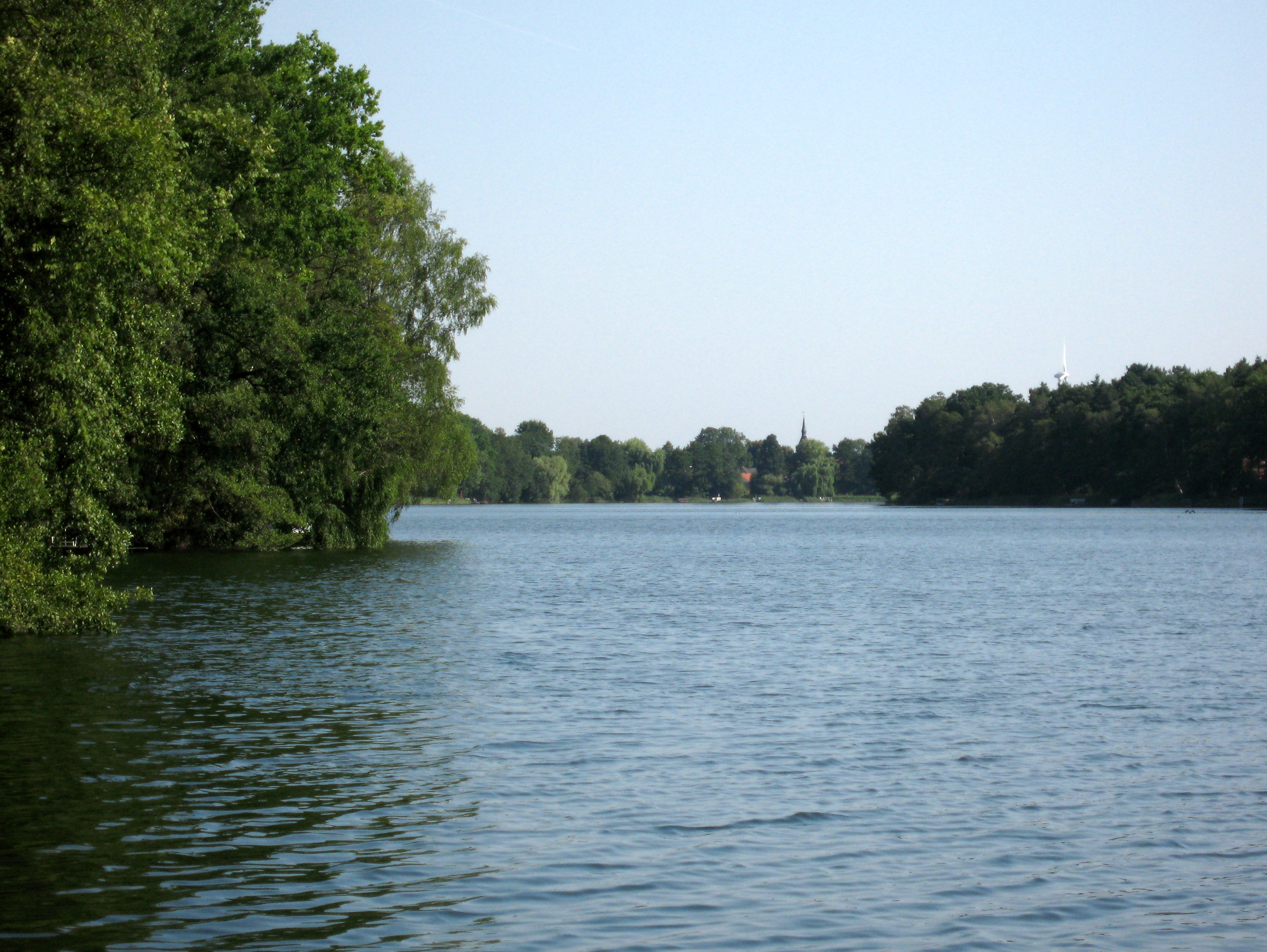

52°45′53″N 13°26′03″E / 52.76470950954966°N 13.434090614318848°E
施托爾岑哈根湖（德語：Stolzenhagener See），是德國的湖泊，位於該國西南部，由勃蘭登堡州負責管轄，處於萬德利茨，長2.3公里、寬0.2公里，面積0.44平方公里，海拔高度49米，最大水深13米。